# Julia Benech
Pour les articles homonymes, voir Benech.
Julia Benech, née le 23 septembre 1942 à Pamiers, en Ariège, en France, est une femme de lettres française, auteure de roman policier.

## Biographie
Après avoir exercé plusieurs métiers institutrice, laborantine, professeure de français et de sciences naturelles, garde-malade de nuit, aide-soignante, elle publie en 1999 son premier roman, Beppo et Lulu.
Pour Claude Mesplède, « elle fait partie des révélations françaises de l'année à la fois pour la qualité de son écriture et la singularité de son univers ». Beppo et Lulu est un « hymne à la fatalité, mélange d'amour et de déraison, ce récit de tueur en série qui s'inscrit en marge du genre, baigne de bout en bout dans une atmosphère onirique pleine de réminiscences des légendes antiques ».

## Œuvre

### Romans
- Beppo et Lulu, Éditions Hors Commerce coll. « Hors noir » no 18 (1999)   (ISBN 2-910599-52-3)
- Histoire du Pyroflamme et Rose, Éditions Hors Commerce coll. « Hors noir » no 26 (2001)   (ISBN 2-910599-78-7)
- La Fille éparpillée, suivie de La Tutte, Éditions Mille et une nuits coll. « La Petite Collection » no 410 (2003)  (ISBN 2-84205-730-9)

### Nouvelles
- Avis aux Cadavres, Lignes noires no 17-18 (2004)
- Body 2000, Revue 813 no 72-73 (octobre 2000)

## Sources
: document utilisé comme source pour la rédaction de cet article.
- Claude Mesplède (dir.), Dictionnaire des littératures policières, vol. 1 : A - I, Nantes, Joseph K, coll. « Temps noir », 2007, 1054 p. (ISBN 978-2-910-68644-4, OCLC 315873251), p. 202